# Государственная граница
Госуда́рственная грани́ца, грани́ца госуда́рственная — линия и проходящая по этой линии вертикальная поверхность (условная), определяющие пределы государственной территории (суши, вод, недр и воздушного пространства) того или иного государства, то есть пространственный предел действия государственного суверенитета.

## История понятия
Понятие государственной границы связано с появлением института государства. В пределах границ находилась охраняемая и облагаемая данью в пользу главы государства территория. Вслед за формированием государств пределы их территорий стали защищаться и изменяться в ходе наследования, продажи-покупки, войны (военных конфликтов) или иных событий. Закреплению понятия способствовало введение таможенных пошлин за транзитное пересечение территории.

## Виды границ
Так как государственное устройство очень разнообразно, но имеется основные виды госграниц:
- сухопутная — линии, отделяющие сухопутную территорию одного государства от сопредельной территории другого государства, являются государственной границей на суше.
- водная — линии, отделяющие территориальные воды от вод открытого моря, то есть линии внешнего предела территориальных вод, а также линии, разграничивающие территориальные воды между двумя соседними государствами, являются морскими государственными границами.
- воздушная — воображаемая плоскость, проходящая по линии государственной границы перпендикулярно земной поверхности, служит границей воздушного пространства соответствующего государства.

Также выделяют Линию Кармана как верхнюю границу государств, отделяющую воздушное пространство государства от космического пространства.
- Пограничный переход «Хоэнау — Моравский Св. Ян», Австрия-Словакия.
- Государственная граница — небольшая ограда, отделяющая густонаселённый город Тихуана в Мексике (справа) от американского города Сан-Диего.
- На российско-китайской границе у Забайкальска.

## Установление границ
Государственная граница устанавливается, как правило, на основе договоров между сопредельными государствами, а там, где территориальные воды государства соприкасаются с открытым морем, — внутренними законодательными актами прибрежных государств в соответствии с международным правом.
Территориальное разграничение между государствами осуществляется поэтапно, в ходе делимитации и демаркации границы.
В межгосударственной практике известны орографические, геометрические и географические государственные границы.
- Орографическая граница — линия, проведённая по естественным рубежам с учётом рельефа местности, в основном по горному водоразделу и руслу рек.
- Геометрическая граница пересекает местность без учёта её рельефа (минуя населённые пункты).
- Географическая линия проходит через определённые географические координаты (может совпадать с параллелью или меридианом). Географические границы, проведённые по параллелям и меридианам, встречаются в Африке и Америке, где они устанавливались государствами-метрополиями для колоний.

Согласно действующему Закону о государственной границе РФ, прохождение государственной границы РФ обычно устанавливается:
- на суше — по характерным точкам, линиям рельефа или ясно видимым ориентирам;
- на море — по внешней границе территориального моря Российской Федерации;
- на судоходных реках — посередине главного фарватера или по тальвегу реки;
- на несудоходных реках, ручьях — по их середине или по середине главного рукава реки;
- на озёрах и иных водоёмах — по равноотстоящей, срединной, прямой или другой линии, соединяющей выходы государственной границы к берегам озера или иного водоема;
- на водохранилищах гидроузлов и иных искусственных водоёмах — в соответствии с линией государственной границы, проходившей на местности до её затопления;
- на мостах, плотинах и других сооружениях, проходящих через реки, ручьи, озёра и иные водоёмы, — посередине этих сооружений или по их технологической оси независимо от прохождения государственной границы на воде[7].

## Обозначение границы
Линия государственной границы на местности обозначается ясно видимыми пограничными знаками. В некоторых случаях могут использоваться и другие знаки, например маркировка на асфальте.
Полоса очистки — полоса местности шириной до 10 метров (по 4—5 м в каждую сторону от демаркационной линии государственной границы), предназначенная для установки пограничных знаков на сухопутных участках границы. На участках, покрытых лесом или кустарником, она делается в виде просек. В отдельных международных договорных документах полоса очистки называется пограничной просекой.
Полоса крепления — полоса местности шириной 40 м (по 20 м в каждую сторону от границы полосы очистки), выделяемая для обеспечения сохранности пограничных знаков. Всякие работы в полосе крепления могут производиться лишь по соглашению между соответствующими властями сопредельных государств.

## Регламентация пересечения границы
Большинство государств контролирует пересечение своих границ. Люди и транспорт могут пересекать границу только в строго определённых местах — пограничных переходах. Для пересечения границ многих стран требуется въездная виза — документ, разрешающий иностранцу доступ на территорию определённого государства. При пересечении границы человек проходит визовый, паспортный и таможенный контроль.
Некоторые государства не требуют визы для въезда на свою территорию. Такая ситуация известна как безвизовый режим.
Государственные границы некоторых государств могут пересекаться свободно, контроль на границах отсутствует. Таковы, например, границы между странами, входящими в Шенгенскую зону.

## Охрана границы
Охрана государственной границы производится пограничными органами (в Российской Федерации — органами Федеральной службы безопасности Российской Федерации) в пределах приграничной территории путём обустройства пограничных постов, а также вооружёнными силами (в Российской Федерации — войсками ПВО и ВМФ) — в воздушном пространстве и подводной среде.
Цель охраны государственной границы — недопущение противоправного изменения прохождения границы, обеспечение соблюдения режима государственной границы, пограничного режима и режима в пунктах пропуска через государственную границу.
В Российской Федерации понятие приграничной территории включает в себя:
- пограничную зону;
- российскую часть вод пограничных рек, озёр и иных водоёмов, внутренних морских вод и территориального моря Российской Федерации, где установлен пограничный режим;
- пункты пропуска через государственную границу;
- территории административных районов и городов, санаторно-курортных зон, особо охраняемых природных территорий, объектов и других территорий, прилегающих к государственной границе, пограничной зоне, берегам пограничных рек, озёр и иных водоемов, побережью моря или пунктам пропуска[10].

В 2006 году президент США Джордж Буш подписал закон, предусматривающий возведение стены на границе с Мексикой для борьбы с незаконной иммиграцией (см. также Американо-мексиканская стена).